# Launaea taraxacifolia
Launaea taraxacifolia là một loài thực vật có hoa trong họ Cúc. Loài này được (Willd.) Amin ex C.Jeffrey mô tả khoa học đầu tiên năm 1966.